# AESコーポレーション
AES（Applied Energy Services）コーポレーションはアメリカ合衆国の公益事業・発電会社である。
発電所を所有・運営し、発電した電力をエンドユーザーや電力会社、産業施設などの仲介業者に販売している。AES社はバージニア州アーリントンに本社を置き、世界15カ国で発電と配電を行い、世界中で10,500人を雇用する世界有数の電力会社である。また、AES社はフォーチュン500に名が載る世界的な電力会社で、2022年にファスト・カンパニーというアメリカのビジネス誌では、「イノベーターにとって最も働きがいのある会社」のトップ10にランクインしている
。

## 歴史
1981年1月28日、リチャード・ニクソン大統領の下で連邦エネルギー庁に任命されたロジャー・サントとデニス・バッケによって、AESが設立された。　
当初はコンサルティング会社だったが、1991年にAESコーポレーションとして株式を公開した。1987年まで、サントが会長兼CEO兼社長を務め、2002年まではバッケが就任した。その後、ポール・ハンラハンが社長兼CEOに任命され、10年間務める間、会社の安定化を監督し、一般従業員に多くの責任を委ねる自主経営を貫いていた。2012年、ハンラハンは辞任し、アンドレス・グルスキーが社長兼CEOの座を引き継いだ。CEOとしてグルスキーは、事業の統合とコスト削減を目的に、AESの事業展開国を28カ国から16カ国に削減する戦略を実施した。さらに、総炭素排出量削減プログラムも開始した。
創始者であるバッケとサントは、29カ国に発電所を建設し、従業員を1,400人から32,000人に拡大するなど、AESの初期のグローバル展開の大部分を監督し、利益よりも社会的責任を重視する分権的な経営システムも浸透させた。近年、AES社は消費者や顧客に再生可能エネルギーを提供することにも力を注いでおり、世界各地での事業は、太陽光や風力を利用したエネルギー貯蔵システムの建設や提供にますます重点を置くようになっている。